# 미국 과학자 연맹

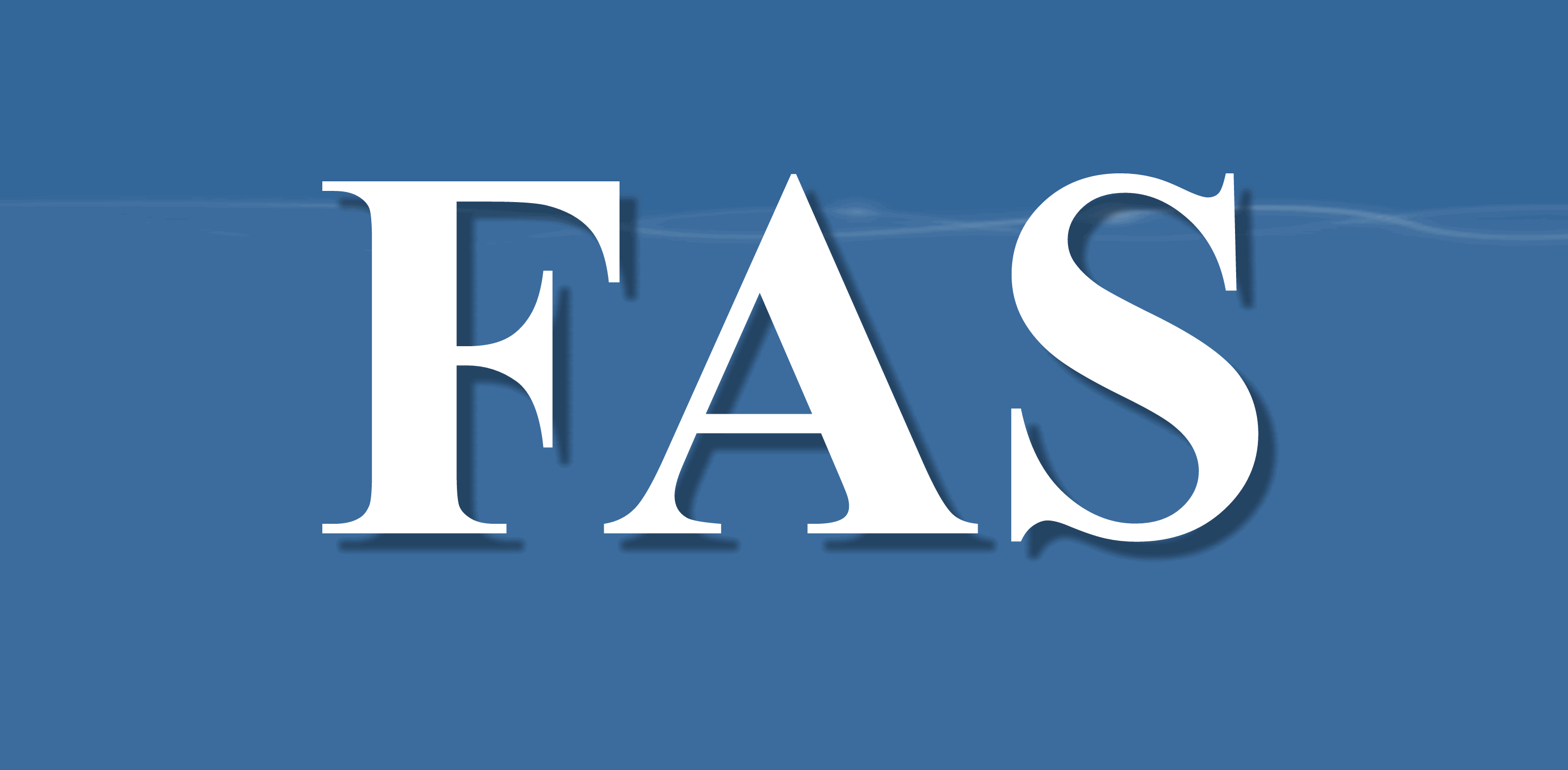
로고

미국 과학자 연맹(Federation of American Scientists, FAS)은 세계를 좀 더 안전하게 하기 위해 과학적 분석을 제공할 목적으로 맨해튼 계획의 과학자들이 1945년 설립한 미국의 시민단체이다.
86명의 스폰서가 자금을 지원하고 있다.

## 언론에서의 인용
FAS는 전 세계 언론에서 자주 인용되는 미국의 싱크탱크이다.
전미과학자연맹의 한스 크리스텐슨 소장은 로이터 통신과의 인터뷰에서 지난해 말 중국 다롄시 부근의 한 잠수함 기지에서 첨단 탄도미사일 핵잠수함이 포착됐다고 말했다.
미국 의회조사국(CRS)이 지난 10월말에 작성한 ‘중국의 해군력 현대화(China Naval Modernization)’ 보고서가 전미과학자연맹(FAS)을 통해 공개 배포되었다.
2009년 12월 2일 미국 시사주간지 타임에 따르면 전미과학자연맹은 공인 핵보유국인 영국, 프랑스 외에 독일, 벨기에, 이탈리아, 네덜란드 등 유럽 4개 나라 공군기지에 미국이 전략 핵융합 수소폭탄 B61 200여기를 배치하고 있다고 밝혔다.
중국은 최신형 전략 핵잠수함인 진급 핵잠수함 1척을 남중국해 하이난도(海南島) 해군기지에 실전 배치했다고 교도 통신이 2008년 4월 30일 미국 싱크탱크 전미과학자연맹(FAS)을 인용해 보도했다.

## 같이 보기
- 참여 과학자 모임